# 超RIZIN.3
Yogibo presents 超RIZIN.3（ヨギボー・プレゼンツ・スーパー・ライジン・スリー）は、日本の総合格闘技団体「RIZIN」の大会の一つ。
2024年7月28日に埼玉県さいたま市さいたまスーパーアリーナ（スタジアムバージョン）で開催された。

## 概要
超RIZINシリーズの第3回大会。今大会は、RIZIN初、そして格闘技興行では「Dynamite!! 〜勇気のチカラ2009〜」以来約15年ぶりとなる、さいたまスーパーアリーナスタジアムバージョンで開催された。
メインイベントでは、5年越しの因縁のある朝倉未来と平本蓮が、RIZIN初の5分5RのMMA特別ルールで、LMS（ラストマンスタンディング）ベルトを賭けて対戦し、平本が1Rで左フックからのパウンドでTKO勝ちを収めLMSベルトを獲得した。また、セミファイナルにおいてボクシング世界6階級制覇王者のマニー・パッキャオがRIZINに初参戦し、現RIZINフェザー級王者の鈴木千裕と対戦予定であったが、鈴木の右拳骨折による欠場のため、安保瑠輝也が代役出場し、ボクシングのエキシビションマッチで対戦、試合は序盤から安保が手数で圧倒し、最終Rではパッキャオをぐらつかせる場面も見られたが、判定なしルールにより引き分けとなった。その後、2024年年末にRIZINでエキシビションマッチを行う噂があり、会場で観戦していた元WBC世界ライト級暫定王者のライアン・ガルシアがリングに現れ、パッキャオと安保に対戦要求した。
この大会は、RIZIN史上最大の観客動員数4万8117人を記録し、PPV売上数もRIZINが手掛けたメガイベントのTHE MATCH 2022の日本記録である50万件超えに肉薄する数字を売り上げ、RIZINの1大会の歴代PPV売上数の記録を更新した。

### 朝倉 vs. 平本戦のドーピング疑惑
2024年8月20日、「復活の日本」なるアカウントが平本のドーピング行為を示唆する音声データをSNSで公開しドーピング疑惑が浮上。
その後、平本のセコンドを務めDEEPに出場した総合格闘家(以下、A)がドーピング剤を平本に販売したと自身のSNSアカウントで公表。
2024年9月2日、平本が単独で記者会見を開きドーピング行為を一切否定。
また、音声データに関しては「A氏からドーピング剤だというサプリを購入したのは事実ですが、使用はしませんでした」とした。
2024年9月5日、榊原信行CEOとRIZIN医療部長の諫山和男ら3人のリングドクターが記者会見を開き、WADAのドーピング検査結果は両選手共に陰性であり試合成立となったものの、引退をかけて試合に臨んだ朝倉に対して榊原CEOは「これが最後の試合になってしまったことに、本当にお詫びしたい」と謝罪した。また、RIZINの行っているWADA基準の厳格なドーピング検査をより厳しくして、2024年12月の大会からさらに検査体制とドーピング検査を強化することが榊原CEOにより発表された。

## 対戦カード
第1試合 MMAルール 66.0kg契約ワンマッチ 5分3R
×  新居すぐる vs.  摩嶋一整 ○
2R 3:11 リアネイキッドチョーク
第2試合 ベア・ナックル ルール 57.2kg契約ワンマッチ 2分5R
○  タイ・エマリー vs.  チャリーサ・シガーラ ×
1R 0:37 TKO（右フック）
第3試合 MMAルール 66.0kg契約ワンマッチ 5分3R
×  鈴木博昭 vs.  YA-MAN ○
1R 3:28 KO（左フック）
第4試合 MMAルール 49.0kg契約ワンマッチ 5分3R
○  RENA vs.  ケイト・ロータス ×
2R 4:18 TKO（スタンドパンチ連打）
第5試合 ベア・ナックル ルール 57.2kg契約ワンマッチ 2分5R
○  ジョン・ドッドソン vs.  征矢貴 ×
2分5R終了 判定3-0
第6試合 MMAルール 61.0kg契約ワンマッチ 5分3R
○  芦澤竜誠 vs.  皇治 ×
5分3R終了 判定3-0
第7試合 MMAルール 59.0kg契約ワンマッチ 5分3R
○  所英男 vs.  ヒロヤ ×
1R 3:20 TKO（右ストレート→パウンド）
第8試合 MMAルール 57.0kg契約ワンマッチ 5分3R
○  扇久保博正 vs.  神龍誠 ×
5分3R終了 判定3-0
第9試合 MMAルール 66.0kg契約ワンマッチ 5分3R
×  斎藤裕 vs.  久保優太 ○
2R 4:19 KO（三日月蹴り）
第10試合 スタンディングバウト特別ルール 69.0kg契約 3分3R 
△  マニー・パッキャオ vs.  安保瑠輝也 △
3分3R終了 判定なし ドロー
第11試合 MMA特別ルール 66.0kg契約 5分5R 
×  朝倉未来vs.  平本蓮 ○
1R 2:18 TKO（左ストレート→パウンド）
※ 平本がLMS（ラストマンスタンディング）ベルトを獲得。

### カード変更
カード変更は以下の通り。
- マニー・パッキャオ vs. 鈴木千裕 →鈴木の右拳の骨折により、安保瑠輝也が代役出場。